# Selección de fútbol sala de Egipto
La Selección de fútbol sala de Egipto es el equipo que representa al país en la Copa Mundial de fútbol sala de la FIFA, en el Campeonato Africano de Futsal y en otros torneos de la especialidad; y es controlado por la Asociación Egipcia de Fútbol.

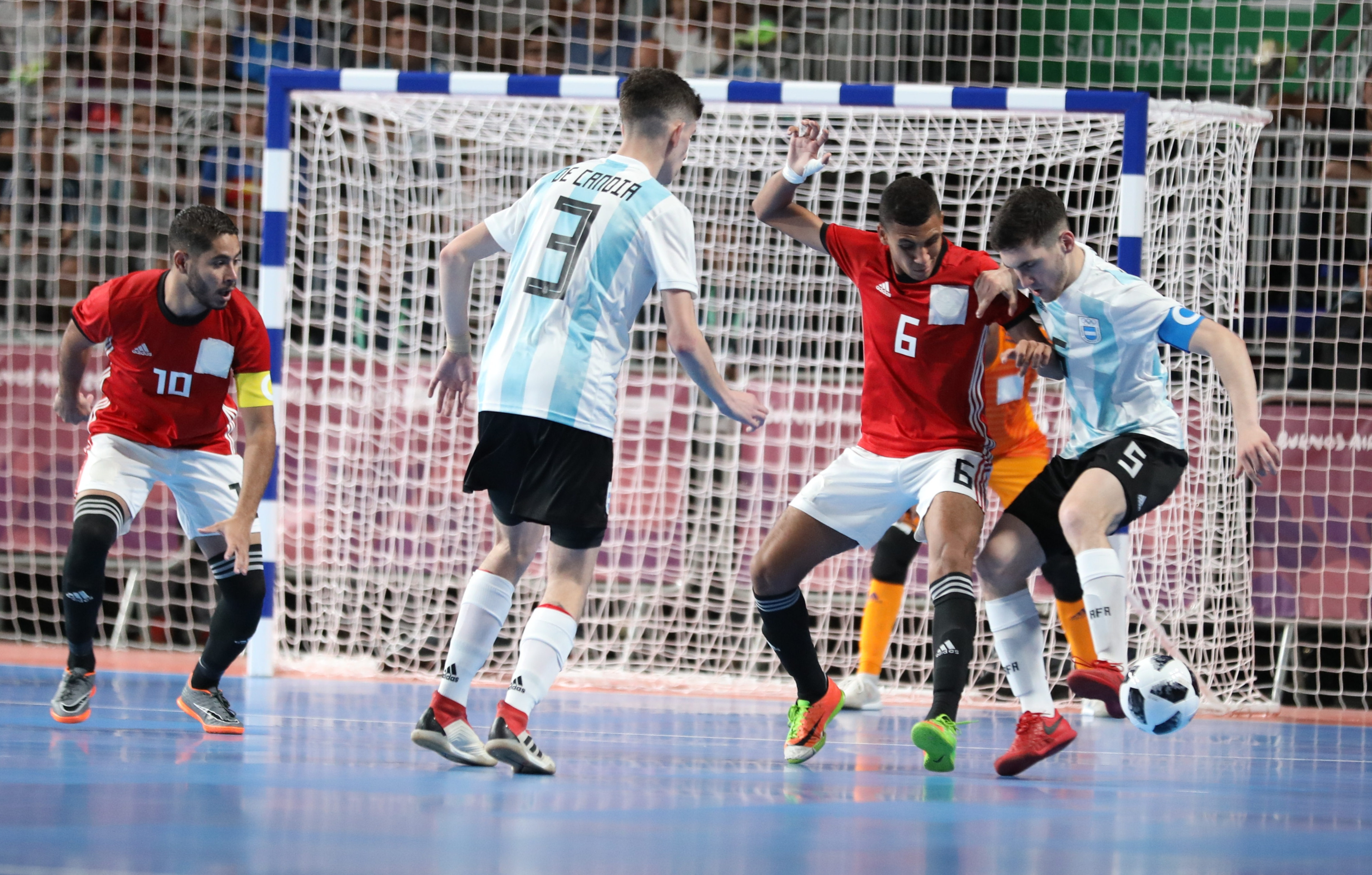
Partido entre Argentina y Egipto durante los Juegos Olímpicos de la Juventud de Buenos Aires 2018.

## Estadísticas

### Copa Mundial de Futsal FIFA
| Copa Mundial de fútbol sala de la FIFA | Copa Mundial de fútbol sala de la FIFA | Copa Mundial de fútbol sala de la FIFA | Copa Mundial de fútbol sala de la FIFA | Copa Mundial de fútbol sala de la FIFA | Copa Mundial de fútbol sala de la FIFA | Copa Mundial de fútbol sala de la FIFA | Copa Mundial de fútbol sala de la FIFA |
| Año                                    | Ronda                                  | J                                      | G                                      | E                                      | P                                      | GF                                     | GC                                     |
| -------------------------------------- | -------------------------------------- | -------------------------------------- | -------------------------------------- | -------------------------------------- | -------------------------------------- | -------------------------------------- | -------------------------------------- |
| 1989                                   | No participó                           | No participó                           | No participó                           | No participó                           | No participó                           | No participó                           | No participó                           |
| 1992                                   | No participó                           | No participó                           | No participó                           | No participó                           | No participó                           | No participó                           | No participó                           |
| 1996                                   | Primera ronda                          | 3                                      | 1                                      | 0                                      | 2                                      | 13                                     | 19                                     |
| 2000                                   | Segunda ronda                          | 6                                      | 3                                      | 0                                      | 3                                      | 27                                     | 27                                     |
| 2004                                   | Primera ronda                          | 3                                      | 1                                      | 0                                      | 2                                      | 16                                     | 12                                     |
| 2008                                   | Primera ronda                          | 4                                      | 1                                      | 0                                      | 3                                      | 9                                      | 12                                     |
| 2012                                   | Octavos de final                       | 4                                      | 1                                      | 0                                      | 3                                      | 12                                     | 14                                     |
| 2016                                   | Cuartos de final                       | 5                                      | 2                                      | 0                                      | 3                                      | 13                                     | 17                                     |
| 2021                                   | Fase de grupos                         | 3                                      | 1                                      | 0                                      | 2                                      | 7                                      | 14                                     |
| 2024                                   | No clasificó                           | No clasificó                           | No clasificó                           | No clasificó                           | No clasificó                           | No clasificó                           | No clasificó                           |
| Total                                  | 7/9                                    | 28                                     | 10                                     | 0                                      | 18                                     | 97                                     | 115                                    |

### Campeonato Africano de Futsal
| Campeonato Africano de Futsal | Campeonato Africano de Futsal | Campeonato Africano de Futsal | Campeonato Africano de Futsal | Campeonato Africano de Futsal | Campeonato Africano de Futsal | Campeonato Africano de Futsal | Campeonato Africano de Futsal |
| Año                           | Ronda                         | J                             | G                             | E                             | P                             | GF                            | GC                            |
| ----------------------------- | ----------------------------- | ----------------------------- | ----------------------------- | ----------------------------- | ----------------------------- | ----------------------------- | ----------------------------- |
| 1996                          | Campeón                       | 4                             | 3                             | 1                             | 0                             | 31                            | 12                            |
| 2000                          | Campeón                       | 3                             | 3                             | 0                             | 0                             | 30                            | 5                             |
| 2004                          | Campeón                       | 4                             | 3                             | 0                             | 1                             | 43                            | 13                            |
| 2008                          | Subcampeón                    | 6                             | 3                             | 2                             | 1                             | 27                            | 12                            |
| 2016                          | Subcampeón                    | 5                             | 3                             | 1                             | 1                             | 14                            | 11                            |
| 2020                          | Subcampeón                    | 5                             | 4                             | 0                             | 1                             | 20                            | 13                            |
| Total                         | 6/6                           | 26                            | 18                            | 4                             | 4                             | 163                           | 63                            |

### Copa Árabe de Futsal
| Copa Árabe de Futsal | Copa Árabe de Futsal | Copa Árabe de Futsal | Copa Árabe de Futsal | Copa Árabe de Futsal | Copa Árabe de Futsal | Copa Árabe de Futsal | Copa Árabe de Futsal |
| Año                  | Ronda                | J                    | G                    | E                    | P                    | GF                   | GC                   |
| -------------------- | -------------------- | -------------------- | -------------------- | -------------------- | -------------------- | -------------------- | -------------------- |
| 1998                 | Campeón              | 5                    | 5                    | 0                    | 0                    | 49                   | 16                   |
| 2005                 | Campeón              | 4                    | 4                    | 0                    | 0                    | 30                   | 10                   |
| 2007                 | Subcampeón           | 5                    | 4                    | 0                    | 1                    | 21                   | 7                    |
| 2008                 | Subcampeón           | 5                    | 4                    | 0                    | 1                    | 23                   | 8                    |
| 2021                 | Subcampeón           | 5                    | 3                    | 1                    | 1                    | 15                   | 10                   |
| 2022                 | Semifinales          | 4                    | 2                    | 1                    | 1                    | 10                   | 10                   |
| Total                | 6/6                  | 28                   | 22                   | 2                    | 4                    | 148                  | 61                   |

### Grand Prix de Futsal
| Grand Prix de Futsal Record | Grand Prix de Futsal Record | Grand Prix de Futsal Record | Grand Prix de Futsal Record | Grand Prix de Futsal Record | Grand Prix de Futsal Record | Grand Prix de Futsal Record | Grand Prix de Futsal Record | Grand Prix de Futsal Record |
| Año                         | Ronda                       | J                           | G                           | E                           | P                           | GF                          | GC                          | DIF                         |
| --------------------------- | --------------------------- | --------------------------- | --------------------------- | --------------------------- | --------------------------- | --------------------------- | --------------------------- | --------------------------- |
| 2005                        | No participó                | No participó                | No participó                | No participó                | No participó                | No participó                | No participó                | No participó                |
| 2006                        | No participó                | No participó                | No participó                | No participó                | No participó                | No participó                | No participó                | No participó                |
| 2007                        | 8.º lugar                   | 5                           | 1                           | 0                           | 4                           | 16                          | 19                          | –3                          |
| 2008                        | 10.º lugar                  | 6                           | 3                           | 0                           | 3                           | 11                          | 16                          | –5                          |
| 2009                        | No participó                | No participó                | No participó                | No participó                | No participó                | No participó                | No participó                | No participó                |
| 2010                        | No participó                | No participó                | No participó                | No participó                | No participó                | No participó                | No participó                | No participó                |
| 2011                        | No participó                | No participó                | No participó                | No participó                | No participó                | No participó                | No participó                | No participó                |
| 2013                        | No participó                | No participó                | No participó                | No participó                | No participó                | No participó                | No participó                | No participó                |
| 2014                        | No participó                | No participó                | No participó                | No participó                | No participó                | No participó                | No participó                | No participó                |
| 2015                        | No participó                | No participó                | No participó                | No participó                | No participó                | No participó                | No participó                | No participó                |
| 2016                        | Por disputarse              | -                           | -                           | -                           | -                           | -                           | -                           | -                           |
| Total                       | 2/11                        | 11                          | 4                           | 0                           | 7                           | 27                          | 35                          | -8                          |

### Copa Confederaciones
| Confederations Cup Record | Confederations Cup Record | Confederations Cup Record | Confederations Cup Record | Confederations Cup Record | Confederations Cup Record | Confederations Cup Record | Confederations Cup Record | Confederations Cup Record |
| Año                       | Ronda                     | J                         | G                         | E                         | P                         | GF                        | GC                        | DIF                       |
| ------------------------- | ------------------------- | ------------------------- | ------------------------- | ------------------------- | ------------------------- | ------------------------- | ------------------------- | ------------------------- |
| 2009                      | No participó              | No participó              | No participó              | No participó              | No participó              | No participó              | No participó              | No participó              |
| 2013                      | No participó              | No participó              | No participó              | No participó              | No participó              | No participó              | No participó              | No participó              |
| 2014                      | Fase de grupos            | 3                         | 1                         | 0                         | 2                         | 8                         | 11                        | –3                        |
| Total                     | 1/3                       | 3                         | 1                         | 0                         | 2                         | 8                         | 11                        | –3                        |